# Saoirse Noonan
Saoirse Noonan (* 13. Juli 1999 in Cork) ist eine irische Fußballspielerin. Von 2018 bis 2020 spielte sie professionell auch noch Gaelic Football.

## Karriere

### Vereine
Nachdem sie in ihrer Jugend bei Kilreen Celtic und dem Douglas Hall AFC gespielt hatte, war sie später im Erwachsenen-Bereich beim Cork City WFC aktiv. Ab Februar 2021 spielte sie dann für den Shelbourne FC. Hier erzielte sie in der Premier Division in ihren 22 Einsätzen insgesamt 12 Tore. Beim WFAI Cup erreichte sie mit ihrem Team zudem das Finale, unterlag hier jedoch gegen Wexford Youths. Zum Jahresanfang 2022 wechselte sie schließlich nach England zum Durham FC. Diese verliehen sie aber fast direkt wieder zurück zu Shelbourne, wo sie in elf Partien nochmal sieben Tore erzielte. Seit der Saison 2022/23 ist sie nun durchgehend Teil des Kaders von Durham und kam für den Klub in der Championship in ihrer ersten Saison hier in 21 Partien zu fünf Torerfolgen.

### Nationalmannschaft
Mit der U17 nahm sie an der Europameisterschaft 2015 teil und kam hier in allen Partien ihrer Mannschaft zum Einsatz, welche am Ende der Gruppenphase ohne Punktgewinn ausschied. Auch mit der U19 nahm sie an einigen Qualifikationsspielen teil, konnte sich mit ihrem Team aber nicht für eine Turnierendrunde qualifizieren.
Ihr Debüt in der A-Nationalmannschaft der Republik Irland hatte sie dann im Jahr 2016. In diesem Trainingscamp kam sie ein paar Mal zum Einsatz und gewann hier auch ihr erstes Spiel gegen Wales.
Nach einigen Jahren und mehreren Wechseln auf der Cheftrainer-Position wurde im Oktober 2020 dann Vera Pauw auf sie aufmerksam. Im November 2020 nominierte sie sie dann für den Kader für das finale Qualifikationsspiel zur Europameisterschaft 2022 gegen Deutschland. Ihr erster Einsatz in einem Pflichtspiel kam dann aber erst während der Qualifikation für die Weltmeisterschaft 2023 gegen Schweden per Einwechselung in der 93. Minute für Lucy Quinn. Auch beim 11:0-Qualifikationsspielsieg Georgien gegen kam sie per Einwechselung zum Einsatz und erzielte hier auch noch ihr erstes Länderspieltor. Am Ende schloss ihre Mannschaft die Gruppe auf dem zweiten Platz ab. Damit ging es für ihr Team im Oktober 2022 in einem Playoff-Spiel gegen Schottland noch um einen Startplatz bei der Endrunde. Mit einem 1:0-Sieg konnte man sich hier durchsetzen und sich somit erstmals für ein großes Turnier qualifizieren. Bei dieser Partie war sie jedoch nicht auf dem Platz, stand jedoch mit im Kader.